# Wuchang (Heilongjiang)
Wuchang (五常市S, WǔchángP) è una città-contea della Cina, situata nella provincia di Heilongjiang e amministrata dalla prefettura di Harbin.